# Бетлехем (Пенсильвания)
Бетлехем (англ. Bethlehem, дословно — Вифлеем) — город в округах Лихай и Нортгемптон в районе долины Лихай в восточной Пенсильвании, США. По данным переписи 2019 года в городе насчитывалось 75 815 человека.

## История
В древности территория города принадлежала делаварскому племени Уналачтиго. В 1741 году граф Цинцендорф во главе с группой гернгутеров основал здесь миссию, названную в честь библейского города Вифлеем. Впоследствии город стал известен как центр моравских братьев.

## География
|           | Нортгемптон | Бат         | Истон |  |
| Фуллертон | север       | Риджелсвилл |       |  |
| Фуллертон | Бетлехем    | Риджелсвилл |       |  |
| Фуллертон | юг          | Риджелсвилл |       |  |
| Аллентаун | Куперсбург  | Хеллертаун  |       |  |

## Население
Динамика численности населения по годам:
| 2000   | 2010   | 2019   |
| ------ | ------ | ------ |
| 70 766 | 74 972 | 75 815 |

| Расовый состав США (2010 г.) | Расовый состав США (2010 г.) | Расовый состав США (2010 г.) | Расовый состав США (2010 г.) | Расовый состав США (2010 г.) |
| ---------------------------- | ---------------------------- | ---------------------------- | ---------------------------- | ---------------------------- |
| белые                        |                              |                              | 76,62 %                      |                              |
| чёрные                       |                              |                              | 6,95 %                       |                              |
| индейцы                      |                              |                              | 0,35 %                       |                              |
| азиаты                       |                              |                              | 2,87 %                       |                              |
| народы Австралии и Океании   |                              |                              | 0.04 %                       |                              |
| иные                         |                              |                              | 10,01 %                      |                              |
| 2 и более расы               |                              |                              | 3,42 %                       |                              |
| Citypopulation.de            |                              |                              |                              |                              |

## Иное
В июле 2006 года журнал «Money» поместил Бетлехем на 88 место в «Топе 100 лучших городов для жизни».

## Города-побратимы
- Мурска-Собота, Словения
- Тондабаяси, Япония
- Швебиш-Гмюнд, Германия

## Известные уроженцы и жители
- Майкл Андретти (род. 5 октября 1962) — американский автогонщик.
- Стивен Винсент Бене (22 июля 1898 — 13 марта 1943, Нью-Йорк) — американский писатель-фантаст, поэт.
- Майкл Бихи (род. 18 января 1952, Алтуна) — американский биохимик и научный писатель.
- Джимми Деграссо (род. 16 марта 1963) — американский барабанщик группы F5 и певца Элиса Купера.
- Дуэйн Джонсон (род. 2 мая 1972 года, Хейвард, США) — американский рестлер и киноактёр.
- Ричард Диль (род. 1940, Бетлехем, Пенсильвания, США) — американский археолог, антрополог.
- Эдвин Дрейк (29 марта 1819, Гринвилл, штат Нью-Йорк — 9 ноября 1880, Бетлехем, Пенсильвания) — американский нефтяник-изобретатель.
- Хильда Дулитл (10 сентября 1886, Бетлехем, Пенсильвания — 27 сентября 1961, Цюрих, Швейцария) — американская поэтесса, основательница имажизма.
- Нейтан Норр (23 апреля 1905, Бетлехем — 8 июня 1977) — третий президент Общества Сторожевой башни.
- Дэниел Робук (род. 4 марта 1963, Бетлехем) — американский актёр, продюсер, режиссёр и сценарист.
- Джонатан Фрейкс (р. 19 августа 1952, Беллефонт (Пенсильвания), США) — американский актёр.
- Мэл Харрис (род. 12 июля 1956, Бетлехем) — американская актриса.
- Александра Чандо (род. 28 июля 1986, Вифлеем, США) — американская актриса и модель.
- Чарльз Майкл Шваб (18 февраля 1862, Вильямсбург, Пенсильвания — 18 октября 1939) — американский предприниматель, промышленный магнат.